# Odynerus albopictus
Odynerus albopictus är en stekelart som beskrevs av Henri Saussure 1856. Odynerus albopictus ingår i släktet lergetingar, och familjen Eumenidae.

## Underarter
Arten delas in i följande underarter:
- O. a. calcaratus
- O. a. kazakhstanicus